# HNK Dinamo '75 Prijedor

HNK Dinamo '75 je hrvatski bosanskohercegovački nogometni klub iz mjesne zajednice Prijedora koje pripada naselju Skakava Gornja kod Brčkog (Brčko distrikt BiH).
Klub se renutačno (sezona 2022./23.) natječe u 1. županijskoj ligi PŽ.

## Uspjesi
2. ŽNL Posavina
- prvak: 2011./12., 2019./20.

## Vanjske poveznice
- facebook.com, HNK"Dinamo75"Brcko
- sportdc.net, Dinamo 75
- (engl.) sofascore.com, HNK Dinamo 75' Prijedor
- (engl.) tipscore.com, HNK Dinamo 75' Prijedor  Arhivirana inačica izvorne stranice od 15. listopada 2022. (Wayback Machine)
- (engl.) transfermarkt.com, HNK Dinamo 75 Prijedor
- (engl.) everythingforfootball.co.uk, HNK Dinamo 75 Prijedo
- (lit.) futbolas.lietuvai.lt, HNK Dinamo 75 Prijedor